# Campionati asiatici di ginnastica aerobica 2012
I Campionati asiatici di ginnastica aerobica 2012 sono stati la 3ª edizione della competizione organizzata dalla Asian Gymnastic Union.
Si sono svolti a Palembang, in Indonesia, dal 18  al 19 ottobre 2012.

## Medagliere
| Pos.   | Nazione   | Oro | Argento | Bronzo | Totale |
| ------ | --------- | --- | ------- | ------ | ------ |
| 1      | Cina      | 2   | 2       | 0      | 4      |
| 2      | Vietnam   | 2   | 0       | 1      | 3      |
| 3      | Giappone  | 0   | 1       | 1      | 2      |
| 4      | Iran      | 0   | 1       | 0      | 1      |
| 5      | Indonesia | 0   | 0       | 2      | 2      |
| 6      | Mongolia  | 0   | 0       | 1      | 1      |
| Totale | Totale    | 4   | 4       | 5      | 13     |

## Podi
| Evento                | Oro         | Argento        | Bronzo             |
| Individuale maschile  | Han Mingzhe | Yang Guang     | Nguyễn Tiến Phương |
| Individuale femminile | Ma Chao     | Asami Takeuchi | Maho Ueda          |
| Coppia mista          | Vietnam     | Cina           | Indonesia Mongolia |
| Trio                  | Vietnam     | Iran           | Indonesia          |